# Irmela Hannover
Irmela Hannover (* 1954 in Bremen) ist eine deutsche Juristin, Fernsehmoderatorin und Sachbuchautorin.

## Leben
Hannover ist die Tochter des Rechtsanwalts und Kinderbuchautors Heinrich Hannover und der Frauenrechtlerin Elisabeth Hannover-Drück. Sie hat zwei Söhne und eine Tochter und zwei Enkelkinder.
Während ihrer Gymnasialzeit war sie politisch im Sozialistischen Schülerbund Bremen und in der Gesamtschülervertretung des Landes Bremen (GSV) tätig. Nach dem Studium der Rechtswissenschaften an der Universität Marburg, der Universität Bremen und in New York studierte sie Entwicklungshilfepolitik in Berlin und Costa Rica und arbeitete von 1983 bis 1985 für das Entwicklungsprogramm der Vereinten Nationen (UNDP) in Brasilien.
Bekannt wurde sie einem breiteren Publikum durch die Moderation der TV-Reihe ARD-Ratgeber: Recht als Nachfolgerin von Johannes Wicke, seit September 2000 dann mit der Servicezeit: Familie. Außerdem schrieb sie verschiedene Sachbücher. 2013 wurde sie Leiterin der Programmgruppe Service und Verbraucherfragen im WDR. 2019 ging Irmela Hannover in den Ruhestand und arbeitet seit 2021 ehrenamtlich für die Klimaschutzorganisation German Zero.

## Schriften
- Frauen mit roten Haaren. Berlin 1997; Taschenbuch, Berlin 1999; aktualisierte Neuausgabe, Berlin 2002.
- Irmela Hannover, Cordt Schnibben: I can’t get no: ein paar 68er treffen sich wieder und rechnen ab. Köln 2007.
- Zwischen Himmel und Erde: das Balkonbuch. Berlin 2001.
- Puhdys: eine Kultband aus dem Osten. Berlin 1994.
- Irmela Hannover, Ilona Rothin: Sind wir ein Volk? DDR-Reporter berichten aus Deutschland-West, BRD-Reporter berichten aus Deutschland-Ost. Hamburg 1990.
- Irmela Hannover, Arne Birkenstock: Familienbilder im Fernsehen. Familienbilder und Familienthemen in fiktionalen und nicht-fiktionalen Fernsehsendungen. Studie für das Adolf-Grimme-Institut, 2005
- Irmela Hannover, Arne Birkenstock, Jürgen Kura: Zukunft Familie – Informationen zum 7. Familienbericht des Bundesministerium für Familie, Senioren, Frauen und Jugend.

## Filmografie (Auswahl)
- 1990: Niemanden untertan – Heinrich Albertz (Porträt des Pfarrers Heinrich Albertz; WDR-Fernsehen; zusammen mit Jochen Dietrich)
- 2001: Rote Haare, Gott bewahre (arte-Dokumentation; zusammen mit André Schäfer)
- 2005: Sechs Quadratmeter Glück (arte-Dokumentation; Architektur- und Kulturgeschichte des Balkons; zusammen mit André Schäfer)

## Auszeichnungen
- 1995 Pressepreis des Deutschen Anwaltvereins (zusammen mit Ferdos Forudastan/Frankfurter Rundschau und Micha Guttmann / WDR)
- 2000: Für das Engagement ihrer Servicezeit Familie bekam sie zusammen mit Renate Krawielicki den Blauen Elefanten für Kinderrechte des Deutschen Kinderschutzbundes
- 2003: Medienpreis der Stiftung Ravensburger Verlag für Bildung und Erziehung in der Familie
- 2012: Journalistenpreis der DGE[6]